# Doha El Madani
Doha El Madani (en arabe : ضحى المدني), née le 20 octobre 2005, est une footballeuse marocaine qui évolue au poste d'attaquante à l'AS FAR.
En 2022, durant la Coupe du monde féminine des moins de 17 ans en Inde, elle est devenue la première marocaine à marquer dans une Coupe du monde de la FIFA, toutes catégories d’âge confondues.
Elle joue également en sélection nationale de futsal.

## Carrière en club

### Débuts et formation
Doha El Madani fait ses débuts en club au Raja Casablanca. C'est dans ce club qu'elle apprend les bases du football avant de prendre en 2018 la direction des Étoiles de l'Avenir (AEAFF) pour y parfaire sa formation. Avec l'équipe senior de l'AEAFF, elle participe au championnat national de deuxième division durant la saison 2022-2023 à l'issue de laquelle le club termine à la 6ème place, synonyme de maintien.

### Éclosion à l'AS FAR (depuis 2023)
Ses performances avec les Étoiles de l'Avenir tapent à l'oeil des dirigeants de l'AS FAR, club marocain le plus titré, qui la recrutent lors de l'intersaison.
Elle dispute son premier match sous ses nouvelles couleurs le 30 septembre 2023 face au Raja Aïn Harrouda dans le cadre de la demi-finale de la Coupe du Trône de la saison sportive 2021-2022. Match durant lequel, l'AS FAR s'impose largement et voit Doha El Madani être titularisée. Le club remporte la compétition après s'être imposée facilement en finale face à l'Union Sidi Slimane de Berkane (8-0). Doha El Madani participe à cette finale en tant que titulaire.
Le 21 octobre 2023, elle inscrit son premier but avec l'AS FAR qui s'impose sur un score large de 8 à 0 face au Raja Aït Iazza dans le cadre de la 3e journée de championnat.
L'AS FAR finit par remporter le championnat avec 25 victoires pour une seule défaite (contre l'AM Laâyoune lors de la dernière journée). Le club réalise le doublé en remportant la Coupe du Trône de la saison sportive 2022-2023 en s'imposant en finale face l'AM Laâyoune (4-2). Doha El Madani participe à cette finale disputée au Stade Adrar d'Agadir.

#### Ligue des champions CAF 2024: Finaliste malheureuse
Après avoir remporté le tournoi qualificatif de l'UNAF qui s'est déroulé en Algérie durant le mois d'août, l'AS FAR se qualifie pour la phase finale pour la 4e fois consécutive. Durant cette phase finale organisée au Maroc du 9 au 23 novembre, le club marocain remporte les trois matchs de poules et s'impose en demi-finale dans le temps additionnel face à l'équipe égyptienne du FC Massar (2-1). Toutefois, l'AS FAR s'incline en finale face au TP Mazembe (1-0). Doha El Madani participe à toutes les rencontres en tant que titulaire et inscrit 6 buts terminant ainsi meilleure buteuse du tournoi et de figurer dans l'équipe-type de cette édition,. Elle égale ainsi le record d'Ibtissam Jraidi qui avait également marqué 6 buts lors de l'édition de 2022.
Grâce notamment à cette performance réalisée en Ligue des champions, la CAF lui décerne le prix de meilleure jeune joueuse africaine de l'année 2024.

## Carrière internationale

### Maroc -17 ans
Durant le mois de mai de l'année 2022, Doha El Madani reçoit une convocation de la part du sélectionneur Patrick Cordoba pour disputer avec l'équipe du Maroc des moins de 17 ans, la double confrontation aller et retour face au Ghana dans le cadre du dernier tour des qualifications à la Coupe du monde 2022. Les Marocaines se qualifient pour le Mondial en remportant la séance de tirs au but.

#### Coupe du monde 2022 en Inde
Après avoir disputé plusieurs matchs amicaux de préparations, face au Portugal et face au Chili,,, le Maroc et Doha El Madani font leur entrée en lice en Coupe du monde dans un groupe composé du Brésil, de l'Inde (pays organisateur) et des États-Unis. Le Maroc qui participe pour la première fois dans la compétition s'incline face au Brésil (1-0) et s'impose lors du deuxième match face à l'Inde (3-0). Cependant, les Marocaines perdent la dernière rencontre face aux Américaines (4-0) et sont donc éliminées au stade de la phase des groupes. Doha El Madani prend part à toutes les rencontres de ce Mondial en tant que titulaire et devient contre l'Inde, la première marocaine à marquer dans une phase finale de Coupe du monde féminine quelle que soit la catégorie.

### Maroc -20 ans
Après avoir connu la sélection des moins de 17 ans, Doha El Madani est convoquée chez les moins de 20 ans en février 2023 pour disputer deux matchs amicaux à Conakry contre la Guinée. Le premier match voit les Marocaines s'imposer avec un score de 3-0 et le second voit les Guinéennes l'emporter (3-2). Doha El Madani s'illustre lors de la première rencontre avec un doublé.
Le mois qui suit, elle est sélectionnée par Anthony Rimasson pour jouer le Tournoi de l'UNAF qui se tient du 14 au 18 mars 2023 à Le Kram en Tunisie. Tournoi que remporte le Maroc après un nul face à l'Algérie (1-1) et deux victoires respectivement sur la Tunisie (3-0) et l'Égypte (1-0).
Quelques mois plus tard, en mai, elle est convoquée par Anthony Rimasson pour jouer une double confrontation amicale face au Sénégal à Thiès. Le Maroc s'incline lors des rencontres. La première sur le score de 2 buts à 1 et la deuxième par un score de 2-0. Doha El Madani est titularisée lors du premier match. Quelques semaines plus tard, durant le mois d'août, la sélection affronte amicalement le Mali dans une double confrontation au Complexe Mohammed VI dans le cadre des préparations à la Coupe du monde. El Madani débute titulaire lors de la deuxième manche.
Quelques jours plus tard, la sélection s'envole vers l’Égypte pour disputer deux matchs amicaux les 6 et 9 septembre. Les Marocaines avec à leur rang Doha El Madani, s'inclinent lors des deux rencontres, 1-0 puis 3-1.
Le même mois, le Maroc joue deux matchs amicaux contre le Botswana les 21 et 24 septembre 2023 au Complexe Mohammed VI. Le Maroc s'impose largement lors des deux rencontres, 6-0 et 8-0. El Madani s'illustre avec un triplé dans chacun des deux matchs.

#### Coupe du monde 2024 en Colombie
Le Maroc entame alors les qualifications pour le Mondial 2024 de la catégorie. Exempt du premier tour, les Marocaines jouent contre le Burkina Faso à El Jadida. Le match aller, le 8 octobre 2024, se termine sur une large victoire 4-0. Tandis que le match retour, voit les deux équipes se neutraliser sur le score de un partout. Doha El Madani prend part uniquement à la première manche. Le même mois, le Maroc reçoit le Bénin au Complexe Mohammed VI pour une double confrontation amicale qui voit les Marocaines s'imposer par deux fois, 2-1 puis 4-2. Doha El Madani qui participe au deux matchs, s'illustre avec un but lors de la première manche.
La sélection est opposée à la Guinée au troisième tour des qualifications au Mondial. Les deux rencontres se jouent à El Jadida les 12 et 18 novembre. Le Maroc se qualifie pour le dernier tour en remportant les deux matchs, 3-0 puis 2-0. El Madani qui participe aux deux manches, inscrit les trois buts marocains du match aller.
Le Maroc affronte donc l'Éthiopie lors du dernier tour des éliminatoires. Les Marocaines parviennent à décrocher une qualification historique pour la phase finale de la Coupe du monde bien qu'elles se soient inclinées 1 à 0 au match retour, le 23 février 2024 à Addis-Abeba. Les « Lioncelles de l'Atlas » valident leur qualification grâce à leur victoire 2 buts à 0 au match aller, le 21 janvier 2024 à El Jadida. Doha El Madani participe aux deux manches et réalise une passe décisive lors du match aller.
Après avoir disputé une série de matchs amicaux et de tournoi internationaux, parmi eux la Pinatar Cup en Espagne et la Sud Ladies Cup en France, la sélection entraînée par Jorge Vilda part se concentrer en Autriche durant le mois de juillet où elle affronte amicalement le Venezuela et l'Autriche. Doha El Madani participe aux deux rencontres perdues par les Marocaines.
L'équipe nationale retourne au Maroc terminer sa préparation avec deux matchs amicaux contre la Colombie fin juillet 2024 avant de prendre son envol pour la Colombie pour disputer la Coupe du monde. Juste avant leur entrée en lice, les Marocaines affrontent en match amical le Costa Rica et les Fidji respectivement les 22 et 26 août 2024 à Alajuela. Le Maroc s'incline face au Costa Rica (2-0) et s'impose face aux Fidjis (2-0) avec une réalisation de Doha El Madani,.
Le Maroc fait alors son entrée en lice à la Coupe du monde en Colombie dans un groupe composé du Paraguay, des États-Unis et de l'Espagne (championne en titre). Cependant les Marocaines quittent le Mondial dès la phase de groupe après s'être inclinées lors des trois rencontres par le même score à chaque fois (2-0). Toutefois Doha El Madani bénéfifice de peu de temps jeu durant le tournoi. Elle entre en jeu face au Paraguay et à l'Espagne.

### Équipe du Maroc B
En mars 2024, elle est sélectionnée par Dimitri Lipoff pour participer aux Jeux africains de 2023 au Ghana. Le Maroc perd ses deux matchs de poule respectivement face au Nigeria (2-0) et face au Sénégal (4-0). Doha El Madani prend part aux deux rencontres en tant que titulaire.
Durant le mois d'octobre de la même année, elle est convoquée par Miguel Angel Sopuerta pour disputer deux matchs amicaux face au Burkina Faso respectivement les 26 et 28 octobre 2024 au Complexe Mohammed VI. Le Maroc perd la première manche (1-0) et fait match nul lors de la deuxième (2-2). Doha El Madani participe à la deuxième manche en tant que titulaire et inscrit un but.
Le mois qui suit, la sélection reçoit le Kenya pour deux matchs amicaux les 29 novembre et 3 décembre 2024 au Complexe Mohammed VI. Les Marocaines font match nul (2-2) le premier match et s'inclinent lourdement lors de la seconde manche (5-0). Doha El Madani participe aux deux rencontres en tant que titulaire et inscrit un des buts marocains lors de la première manche.
Durant le mois d'avril 2025, elle est convoquée par Miguel Angel Sopuerta pour disputer un match amical contre l'équipe de Tunisie.

### Équipe du Maroc futsal

#### Coupe d'Afrique des nations 2025
Dans le cadre des préparations à la CAN 2025, le Maroc dispute une double confrontation amicale contre le Sénégal à la Salle Moulay Abdallah les 25 et 26 mars 2025. La sélection nationale qui affronte pour la première fois une équipe africaine remporte les deux rencontres. La première manche se termine par une victoire 13 à 0, tandis que la deuxième manche voit les Marocaines s'imposer 6 à 2. Buteuse lors de la première rencontre, Doha El Madani participe aux deux matchs et fait donc ses débuts avec la sélection futsal,,.
Le 12 avril 2025, la fédération marocaine annonce la liste des joueuses sélectionnées pour disputer la CAN. Doha El Madani fait partie des joueuses retenues par Adil Sayeh,.

#### Coupe du monde 2025
Dans le cadre des préparations à la Coupe du monde 2025, elle est sélectionnée pour participer à un tournoi international en Croatie du 18 au 22 juin 2025. Le Maroc termine troisième de ce tournoi après deux victoires contre la Croatie (3-2) et contre le Groenland (5-0) et deux défaites contre la Pologne (4-1) et la République tchèque (3-0). Doha El Madani participe aux matchs de la Pologne et du Groenland.

## Palmarès
| AS FAR (4) | Maroc -20 ans (1)                          | Maroc futsal (1)                                                                 |
| --- | ------------------------------------------ | -------------------------------------------------------------------------------- |
| - Championnat du Maroc (2): - Championne : 2024 et 2025 - Coupe du Trône (2): - Vainqueur : 2021-22, 2022-23 - Ligue des champions de la CAF : - Finaliste : 2024 | - Tournoi de l'UNAF (1) - Vainqueur : 2023 | - Coupe d'Afrique (1) - Championne : 2025 - Tournoi de Croatie - 3e place : 2025 |

### Distinction individuelles
- Meilleure buteuse de la Ligue des champions CAF 2024 (6 buts)
- Dans le onze-type de la Ligue des champions CAF 2024 par la CAF
- Meilleure jeune joueuse africaine de l'année 2024[10].
- Joueuse du match face à l'Angola (CAN futsal 2025)[33]
- Meilleure buteuse de la CAN futsal 2025 (5 buts)[34].

## Liens
- Ressources relatives au sport :   - Leballonrond
  - Soccerdonna
  - Soccerway